# Ischnocnema holti
Ischnocnema holti es una especie de anfibio anuro de la familia Brachycephalidae.

## Distribución geográfica
Esta especie es endémica de Brasil. Habita entre los 1200 a 2200 m sobre el nivel del mar:
- en la Serra de Itatiaia en el estado de Río de Janeiro;
- en la Serra dos Órgãos en el estado de São Paulo.[4]

## Descripción
Esta especie mide hasta 31.7 mm.

## Etimología
Esta especie lleva el nombre en honor a Ernest Golsan Holt (1889–1983).

## Publicación original
- Cochran, 1948 : A new subspecies of frog from Itatiaya, Brazil. American Museum novitates, n.º 1375, p. 1-3[5]